# 코나미
코나미 홀딩스 주식회사는 일본의 다국적 오락기업이다. 장난감, 트레이딩 카드, 일본 애니메이션, 특촬물, 파친코, 슬롯 머신, 아케이드 캐비넷 등 각종 오락분야에서 사업을 한다. 본사는 도쿄도 주오구에 위치한다.
본래 1969년 고즈키 가게마사가 오사카부 도요나카시에 노래방 대여 및 수리점으로서 설립했다. 사명 '코나미'는 설립자 삼인 고즈키 가게마사, 나카마 요시노부, 미야사코 다쓰오의 이름을 합친 혼성어이다. 1980년대 초반부터 비디오 게임 사업에서 두각을 드러내기 시작했다.
코나미가 보유한 대표적인 비디오 게임 프랜차이즈로 《메탈 기어》, 《사일런트 힐》, 《콘트라》, 《캐슬바니아》, 《프로거》, 《두근두근 메모리얼》, 《그라디우스》, 《파로디우스》, 《환상수호전》과 《위닝 일레븐》이 있다. 그 외 코나미는 리듬 게임 전문부서 비마니를 통해 《댄스 댄스 레볼루션》과 《비트매니아》같은 작품들을 개발 및 배급하며 허드슨 소프트를 흡수합병해 《봄버맨》, 《PC 원인》, 《스타 솔저》와 《다카하시 명인의 모험섬》같은 지적자산들을 활용한다. 또한 코나미는 트레이딩 카드 게임 《유희왕》을 전문 배급한다. 참고로, 코나미는 '작은 파도'(small wave)를 의미하며 반의어는 쓰나미이다.

## 역사
1969년 3월 21일, 오사카부 도요나카시에서 고즈키 가게마사가 노래방 대여 및 수리사업을 위한 기업 코나미를 창립했다. 사명 코나미는 당시 회사 창립에 관여한 세 인물 고즈키 가게마사, 나카마 요시노부와 미야사코 다쓰오의 이름 앞 글자를 따 지었다. 1973년 4월 19일, '코나미 공업 척식회사'라는 이름으로 법인이 공식적으로 설립됐다. 이후 노래방 사업에서 이탈해 아케이드 비디오 게임 제조사업으로 변경했다. 코나미가 처음으로 제작한 동전작동식 아케이드 비디오 게임은 1978년에 발매됐으며, 다음해인 1979년부터 미국으로 수출하기 시작했다.

## 주요 게임 발매작
- 남극탐험
- 실황 파워풀 프로야구
- 프로야구 스피리츠
- 메탈 기어
- 비시바시
- PES
- Z.O.E (존 오브 디 엔더스)
- 로켓 나이트
- 콘트라
- 캐슬바니아
- 위닝 일레븐
- 환상수호전
- 퀴즈 매직 아카데미
- 비마니
  - 비트매니아
  - 비트매니아 IIDX
  - 비트매니아 III
  - 키보드매니아
  - 파라파라파라다이스
  - 댄스 매니악스
  - 유비트
  - 리플렉 비트
  - 사운드 볼텍스
  - 팝픈뮤직
  - 댄스 댄스 레볼루션
  - 기타프릭스 / 드럼매니아 (합쳐서 기타도라라고도 한다.)
  - 기타프릭스 XG / 드럼매니아 XG (기타도라 XG)
  - 락 레볼루션
- 그라디우스
- 파로디우스
- 트윈비
- TCG계열
  - 유희왕 OCG
  - 유희왕 태그포스 시리즈
  - 유희왕 월드 챔피언십 시리즈
  - 유희왕 듀얼 링크스
  - 악마성 드라큘라 시리즈
  - 유희왕 마스터 듀얼
- 사일런트 힐
  - 마리오 파티

## 같이 보기
- 트레저 (기업)
- 코지마 프로덕션

### 내용
1. ↑  일본어: コナミホールディングス株式会社 코나미 홀딩스 카부시키가이샤[*], 영어: Konami Group Corporation